# نهر الدم (نصب تذكاري)
نهر الدم هو نصب تذكاري يقع في ملعب للجولف في جزيرة لوز، فيرجينيا، يملكها دونالد ترامب. وتذكر لوحة موقعة مع اسم ترامب أن النصب التذكاري يشير إلى ما يدعيه ترامب أنه موقع معارك في الحرب الأهلية الأمريكية كان لديه خسائر كبيرة، على الرغم من عدم وجود معركة مدرجة في القائمة أو حدث تم الكشف عنه علنًا مع أي إصابات مسجلة وقعت في الموقع.

## نصب تذكاري
يقع الموقع في واحدة من اثنين من مباريات الغولف التابعة لنادي ترامب الوطني للغولف في جزيرة لوز. حصل دونالد ترامب على النادي (المعروف سابقًا باسم نادي لوز آيلاند) في عام 2009 مقابل 13 مليون دولار.
وعلى المسار، بين الحفرة الرابعة عشرة والحفرة الخامسة عشرة، كان ترامب يملك دعامة حجرية مبنية على سارية العلم، وكان لديه لوحة موضوعة على الدعامة مع النقش:
العديد من الجنود الأمريكيين العظماء، على حد سواء من الشمال والجنوب، لقوا حتفهم في هذه البقعة، «الرابيدز»، على نهر بوتوماك. وكانت الخسائر كبيرة جدا حتى تتحول المياه إلى اللون الأحمر وبالتالي أصبحت تعرف باسم «نهر الدم».
وتحمل اللوحة اسم ترامب وأشعار منظمة ترامب. والنص المصاحب له يقول: «إنه لشرف عظيم لي أن أحافظ على هذا الجزء الهام من نهر بوتوماك».

## الدقة التاريخية
لم يحدث مثل هذا الحدث في هذا الموقع. ذكر أحد المؤرخين المحليين، كريغ سوين، مقتل جنديين من قبل المواطنين في عام 1861 باعتباره الحدث الوحيد في الحرب الأهلية التي وقعت في الجزيرة.
بعد ذلك بعامين، في 27-28 يونيو 1863، الجنرال. قاد ستيوارت 4,500 جندي كونفدرالي شمالًا عبر بوتوماك في فورد روسر من منطقة جزيرة لوز، في رحلة إلى غيتيسبورغ، ولكن لم يتم تسجيل أي وفيات.
وفقا لرئيس رابطة منطقة التراث موسبي، معركة الحرب الأهلية الوحيدة في المنطقة كانت معركة Ball 's خدعة، 11 ميلًا إلى أعلى النهر. ووافق مؤرخون آخرون استشارتهم صحيفة نيويورك تايمز لقصة في عام 2015؛ وكتب أحدهم إلى منظمة ترامب عن الزور. وقد جادل ترامب نفسه في تصريحات المؤرخين:
وكان ذلك الموقع الرئيسي لعبور النهر. لذا، إذا كان الناس يعبرون النهر، ويصادف أنك في حرب أهلية، أود أن أقول أن الناس أصيبوا بطلق ناري - الكثير منهم. كيف يعرفون ذلك؟ وتساءل السيد ترامب عن الوقت الذي أخبر فيه المؤرخون المحليون بأن لوحته قد وصفت بالخيال. هل كانوا هناك؟
قال ترامب أن «العديد من المؤرخين» أخبروه قصة نهر الدم، على الرغم من أنه غير ذلك فيما بعد ليقول أن المؤرخين تحدثوا إلى «شعبي». وأخيرًا قال: «اكتب قصتك بالطريقة التي تريد كتابتها بها. ليس عليك التحدث إلى أي شخص. هو لا يَجْعلُ أيّ فرق. ولكن العديد من الناس أصيبوا بطلق ناري. ومن المنطقي».
انكسرت القصة بينما كانت حملة دونالد ترامب الرئاسية في تأرجح تام، ولاحظ الصحفي روب كريلي أنه في ذلك الوقت "كان لديه المزيد من الحقائق الثقيلة لتوضيحها، مثل ادعائه أن المسلمين في نيو جيرسي يهتفون يوم هجمات 9/11 - وهي شائعة قديمة فقدت مصداقيتها منذ فترة طويلة - وآخر تفاخر له، أنه شاهد الناس يقفزون إلى وفاتهم من البرجين التوأم من شقته في مانهاتن، على بعد أربعة أميال". وفي إشارة إلى جاك هولمز من مجلة إسكواير، فإن العلامة التاريخية هي من أعراض إدارة ترامب؛ ويشير جاك هولمز إلى أخطاء تاريخية أخرى ارتكبها أعضاء في إدارة ترامب، بما في ذلك إشارة كيليان كونواي إلى مذبحة بولينغ غرين غير موجودة وادعاء شون سبيكر بأن هتلر حتى لم يستخدم الأسلحة الكيميائية في الحرب التقليدية، على الرغم من أن زيكلون-بي كان يستخدم لإبادة السجناء في الحرب التقليدية.
نظر معلقون آخرون إلى لوحة ملعب الغولف التي وضعها ترامب في سياق إعجابه الذي أعرب عنه العديد من المرات بالرئيس أندرو جاكسون ــ وهو ما كان واضحاً بشكل خاص في مايو/أيار 2017، حين بدا أن الرئيس ترامب يشير إلى اعتقاده بأن جاكسون كان يأسف للحرب الأهلية (وكان من الممكن أن يوقفها) على الرغم من وفاة جاكسون قبل ستة عشر عاماً من اندلاعها.